# بسته برون‌خط کوچک نازک

طرح کلی یک TSOP نوع I با ۳۲ پایه

بسته برون‌خط کوچک نازک (TSOP) نوعی بسته آی‌سی نصب-سطحی است. آنها بسیار کم-مقطع (به انگلیسی: low-profile) هستند (حدود ۱ میلی‌متر) و دارای فاصله تراکم پایه (تا ۰٫۵ میلی‌متر).
به دلیل تعداد پین زیاد و حجم کم، اغلب برای آی‌سی‌های حافظه رم یا حافظه فلش استفاده می‌شوند. در برخی از کاربردها، آنها با بسته‌های آرایه مشبک توپی جایگزین می‌شوند که می‌توانند چگالی‌های بالاتری هم داشته باشند. کاربرد اصلی این فناوری حافظه است. سازندگان اس‌رَم، حافظه فلش، اف‌اس‌رم و ئی‌ئیپ‌رام این بسته را برای محصولات نهایی خود مناسب می‌دانند. این نیازهای خواستهٔ مخابرات، تلفن همراه، ماژول‌های حافظه، کارت‌های PC (کارت‌های PCMCIA)، بی‌سیم، نت‌بوک‌ها و کاربردهای بی‌شماری محصول دیگر را پاسخ می‌دهد.
TSOP کوچکترین ضریب شکل پایه‌دار برای فلش مموری است.
بسته TSOP برای تناسب با ارتفاع بسته کاهش یافته موجود در کارت رایانه PCMCIA طراحی شده‌است.

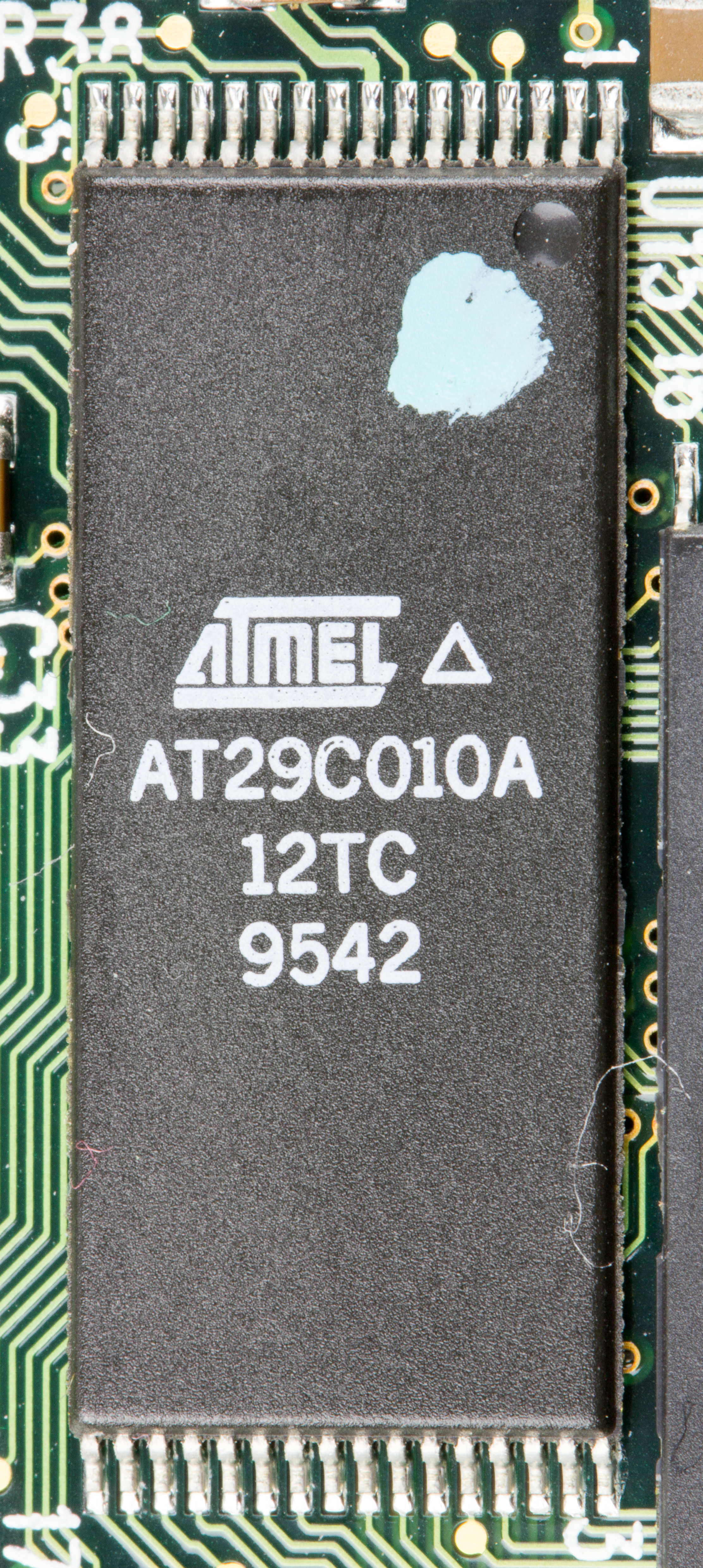
TSOP نوع I: اتملAT29C010A